# Juglans
Walnoot  (Juglans) is een geslacht van bladverliezende bomen uit de okkernootfamilie (Juglandaceae). De okkernoot (Juglans regia) is een bekende soort. De botanische naam Juglans is afgeleid van (Lat.) Jovis glans = de eikel van Jupiter.
De bomen worden 10–40 m hoog. De geveerde bladeren bestaan uit vijf tot vijfentwintig deelblaadjes. De jonge loten hebben geladderd merg.
Het geslacht telt zo'n anderhalf dozijn soorten, die in de Oude Wereld beperkt zijn tot de gematigde gebieden, van Zuidoost-Europa tot Japan, maar in de Nieuwe Wereld een grotere verspreiding kennen, van Zuidoost-Canada tot Californië en Zuid-Argentinië.
De vruchten van met name de gewone walnoot of okkernoot (Juglans regia) worden gegeten. Het hout van een aantal soorten wordt verhandeld onder de naam noten.
Walnoten worden gebruikt als waardplant door de larven van sommige Lepidoptera soorten waaronder bastaardsatijnvlinder (Euproctis chrysorrhoea), kleine zomervlinder (Hemithea aestivaria), Pavonia pavonia en gewone spikkelspanner (Ectropis crepuscularia).
De Nederlandse Planten Collectie van het Juglans-geslacht wordt beheerd door P. en J. van ‘t Westeinde, Kwekerij Westhof in 's-Heer Abtskerke.
Het Beemster Arboretum heeft een collectie van 25 soorten en rassen.

## Een taxonomische indeling
- sect. Juglans.
  - Juglans regia L. (J. duclouxiana Dode, J. fallax Dode, J. orientis Dode)
  - Juglans sigillata Dode
- sect. Rhysocaryon.
  - Juglans australis Griseb. (J. boliviana Dode)
  - Juglans brasiliensis Dode
  - Juglans californica S.Wats.
  - Juglans hindsii (Jepson) R.E.Smith
  - Juglans hirsuta Manning
  - Juglans jamaicensis C.DC. (J. insularis Griseb.)
  - Juglans major (Torrey) Heller (J. arizonica Dode, J. elaeopyron Dode, J. torreyi Dode)
    - Juglans major var. glabrata Manning

  - Juglans microcarpa Berlandier (J. rupestris Engelm.)
    - Juglans microcarpa var. stewartii (Johnston) Manning

  - Juglans mollis Engelm.
  - Juglans neotropica Diels (J. honorei Dode)
  - Juglans nigra L.
  - Juglans olanchana Standl. & L.O.Williams
  - Juglans peruviana Dode
  - Juglans soratensis Manning
  - Juglans steyermarkii Manning
  - Juglans venezuelensis Manning
- Sect. Cardiocaryon.
  - Juglans ailantifolia Carr. (J. cordiformis Maxim., J. sieboldiana Maxim.)
  - Juglans cinerea L.
  - Juglans mandschurica Maxim. (J. cathayensis Dode, J. formosana Hayata, J. hopeiensis Dode, J. stenocarpa Maxim.)

Hybriden
- Juglans ×bixbyi Rehd. - J. ailantifolia × J. cinerea
- Juglans ×intermedia Carr. - J. nigra × J. regia
- Juglans ×notha Rehd. - J. ailantifolia × J. regia
- Juglans ×quadrangulata (Carr.) Rehd. - J. cinerea × J. regia
- Juglans ×sinensis (D. C.) Rehd. - J. mandschurica × J. regia
- Juglans ×paradox Burbank - J. hindsii × J. regia
- Juglans ×royal Burbank - J. hindsii × J. nigra